# Jet (canção de f(x))
Jet (em coreano: 제트별; romanizado: Jeteubyeol; literalmente: Jet Star) é uma canção de gênero electro-funk interpretada pelo girl group sul-coreano f(x). A canção foi incluída como faixa no segundo EP do grupo, Electric Shock, que foi lançado em 10 de junho de 2012. A canção também foi escolhido como um dos dois singles promocionais do mini-álbum ao lado da faixa-título e primeiro single "Electric Shock".

## Composição
"Jet" musicalmente pertence ao gênero electronic-dance de acordo com o Naver, embora a gravadora SM Entertainment categoriza-o como hip hop. A canção foi composta e arranjada pelo produtor musical da SM Entertainment Kenzie. Ele colaborou com f(x) antes em várias músicas, incluindo seu single de estréia "La Cha Ta", e mais tarde "Mr. Boogie". Kenzie também escreveu a letra da canção.

## Recepção da crítica
"Jet" ganhou revisões geralmente favoráveis dos críticos de K-Pop. Unitedkpop.com deu-lhe uma pontuação 3 de 5 e observou que as batidas da música são uma reminiscência a vibe eletrônica dos anos 80 que deu um sentimento nostálgico para quem gosta de música daquela época. Um revisor do Kpopstarz.com ficou muito satisfeitos com a canção, chamando-o de uma "canção emocionante e sonoridade galáctica que contém uma série de elementos de diversão" e notou sua semelhança com "Can't Nobody" e "Clap Your Hands" do 2NE1. Embora o crítico residente da Seoulbeats tenha amado o álbum no geral, ela considerou "Jet", uma faixa de enchimento. Asianjunkie.com gostou da música, mas criticou o letrista por ser imprudente sobre o seu trabalho. O crítico McRoth foi um pouco mais crítico em seu discurso e destacou que "Jet" foi 'quase' mais uma canção de uma nota só, se não inteiramente, e seu ritmo acelerado não faz a SM Entertainment "olhar menos preguiçoso".

## Promoção
f(x) começou suas promoções para o seu segundo EP Electric Shock após seu lançamento. Sua primeira performance ao vivo de "Jet", juntamente com "Electric Shock" nos programas M! Countdown em 14 de junho de 2012, Music Bank em 15 de junho, Show! Music Core em 16 de junho, e Inkigayo em 17 de junho. O grupo nunca cantou "Jet" no Show Champion. As garotas também cantaram a música durante os shows em Singapura e Bangkok em 23 e 25 de novembro de 2012, respectivamente, enquanto paraticipavão com seus companheiros de gravador na turnê SMTown Live World Tour III. f(x) depois interpretou a música no dia 27° Golden Disk Awards, que foi realizado no  Sepang International Circuit em Kuala Lumpur, Malásia. A apresentação foi transmitida em 20 de janeiro de 2013.
A canção foi incluída no set-list do festival de inverno do grupo com seus companheiros de gravadora EXO, SM Town Week: "Christmas Wonderland", em 23 e 24 de dezembro de 2013 no KINTEX em Goyang.

## Prêmios e indicações
Na conferência de imprensa do 10° Annual Korean Music Awards em 29 de janeiro de 2013, foi anunciado que as músicas Electric Shock" e "Jet" foram nomeadas para Melhor Dança e Música Eletrônica. Em relação às duas músicas sendo nomeadas na mesma categoria, um representante da KMAS declarou: "Isto é devido as músicas correspondentes com excelentes críticas de música e, em vez de ignorar-las, porque é do mesmo artista, optamos por reconhecer a sua excelência".

## Desempenho nas paradas
| Região | Gráfico                       | Melhores posições |
| ------ | ----------------------------- | ----------------- |
| KOR    | Gaon Singles chart            | 24                |
| USA    | Billboard Korea K-Pop Hot 100 | 39                |